# Einödriegel (Bayerischer Wald)
Der Einödriegel ist ein 1120,6 m ü. NHN hoher Berg im Bayerischen Wald südwestlich der niederbayerischen Kreisstadt Regen (Stadt) und nordöstlich der Kreisstadt Deggendorf. Er ist die höchste Erhebung des Vorderen Bayerischen Waldes und des Landkreises Deggendorf und liegt im Gemeindegebiet von Grafling.
Benachbarte Berge sind der Geißkopf, der Dreitannenriegel und der Breitenauriegel, die alle im selben Höhenzug nahe Bischofsmais liegen. Auf dem Einödriegel mit schöner Aussicht nach Westen und Nordosten steht ein stattliches Gipfelkreuz mit Rastbänken. Im Winter führt ein Skilift von der Unterbreitenau hinauf, der zum Skigebiet des Geißkopfs gehört. Zu Fuß ist der Gipfel über einen ausgeschilderten Wanderweg erreichbar.
Das Gipfelkreuz ist nicht auf dem höchsten Punkt des Berges errichtet. Dieser befindet sich knapp 100 Meter südlich des Kreuzes unmittelbar neben dem Wanderweg auf einer kleinen Felsgruppe, die jedoch dicht mit Bäumen umstanden ist und keinerlei Aussicht bietet.
Nachdem insbesondere ältere geographische und lexikalische Werke die Berge des Hinteren Waldes (Arber, Rachel, Lusen und andere) bereits zum Böhmerwald rechnen, ist der Einödriegel nach dieser Definition der höchste Berg des Bayerischen Waldes. Noch im Jahr 1982 schrieb der Brockhaus im Artikel Bayerischer Wald: „Im geographischen Sinn ist der Bayerische Wald der Teil des Böhmerwaldes, der sich als Vorderer Wald zwischen Donau und Regen erhebt (im Einödriegel 1121 m)“.
Die Scharte zu den nächstgelegenen höheren Bergen liegt auf dem Scheitelpunkt der Straße zwischen Hintberg und der Kreisstraße REG5 bei Mitterbichl. Dieser Punkt liegt auf der Wasserscheide zwischen dem Sommersberger Bach, einem Zufluss des Schwarzen Regens, und dem Bannholzbach, einem indirekten Zufluss der Mitternacher Ohe, etwa 200 Meter westlich von Hintberg auf einer Höhe von 660 m ü. NHN.